# Komtur (Ordenskunde)

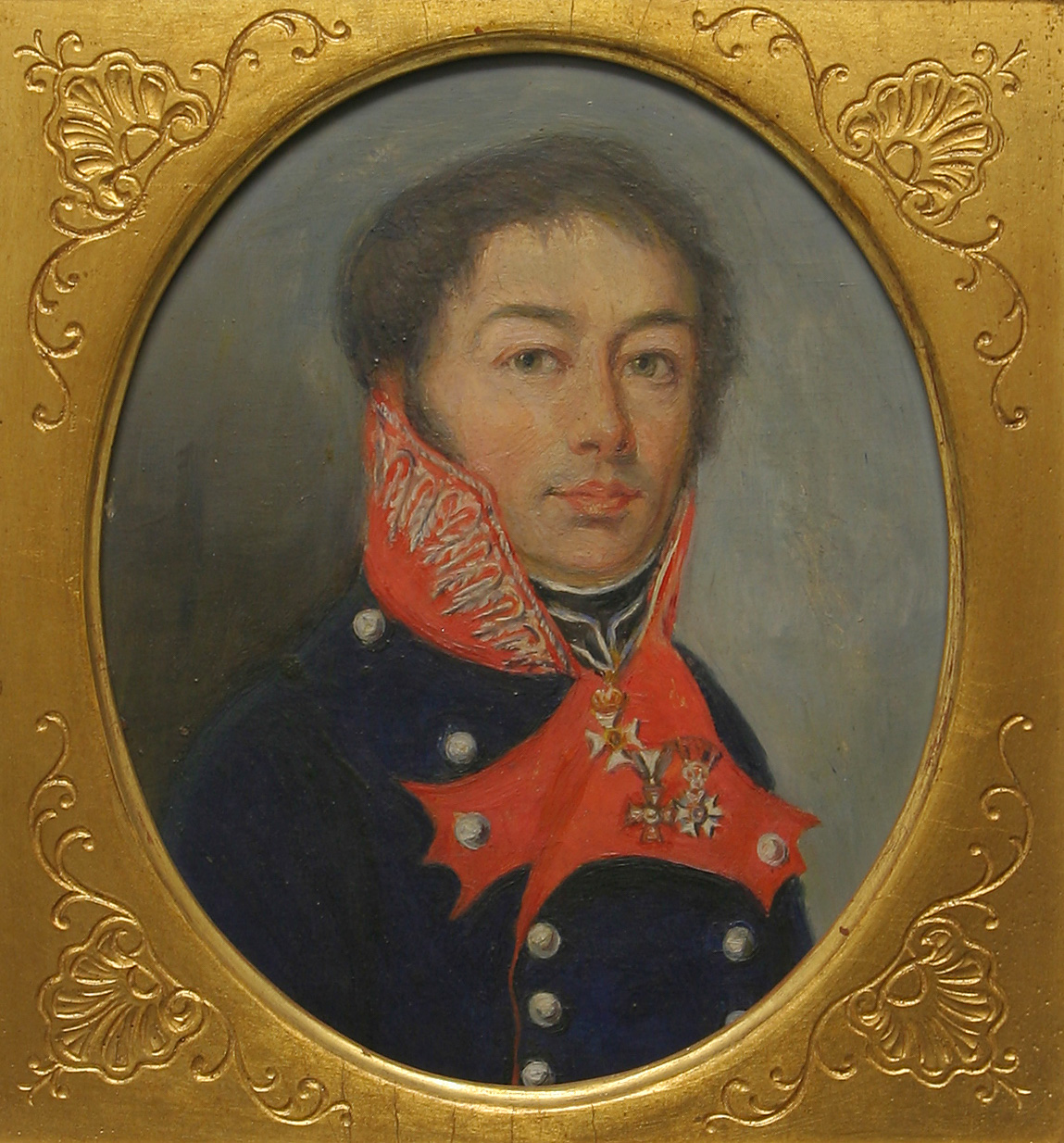
Maximilian von Spreti mit dem Komturkreuz des Militär-Max-Joseph-Ordens am Hals

Der Begriff Komtur (auch „Kommandeur“, „Commander“, „Komtur II. Klasse“) bezeichnet in der Phaleristik die mittlere eines in mehrere Ordensklassen eingeteilten Verdienstordens.

## Entwicklung
In den Ritterorden des Mittelalters wurde die Leitung einer Komturei als Komtur (von lateinisch commenda ‚Kommende‘) bezeichnet. Im Orden vom Heiligen Geist wurden die neun geistlichen Mitglieder Commandeur genannt. 1693 gründete Ludwig XIV. den Ordre royal et militaire de Saint-Louis, der als erster Verdienstorden gilt, mit den drei Stufen Ritter – Komtur – Großkreuz als reine Ehrenauszeichnungen. Weitere derartige Orden entstanden im 18. Jahrhundert, wie z. B. der k.u. Sankt-Stephans-Orden.
Als Vorbild für die heute meist übliche Einteilung der Verdienstorden in fünf Stufen (Ritter – Offizier – Komtur – Großoffizier – Großkreuz) gilt das System der Ehrenlegion (Légion d’honneur). Nach diesem Vorbild wurden in anderen Orden ab der Mitte des 19. Jahrhunderts die Klasse der Komture geteilt, wobei die Klasse der Komture I. Klasse dem Großoffizier entspricht. In Klassenorden entspricht der Komtur häufig dem Ritter II. Klasse, seltener dem Ritter III. Klasse.

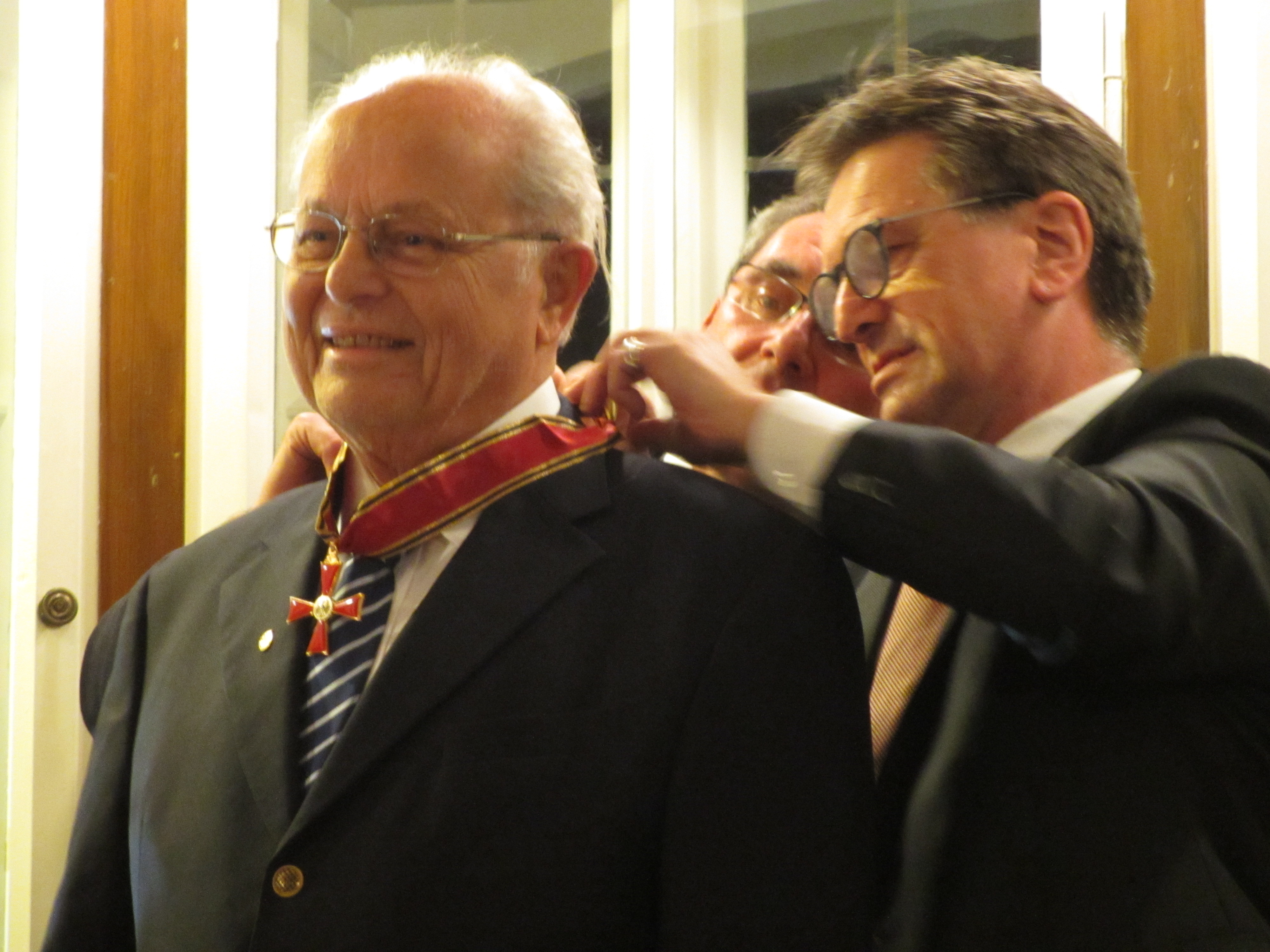
Verleihung des Großen Bundesverdienstkreuzes an Heiko Braak

Im System des Verdienstordens der Bundesrepublik Deutschland entspricht das Komturkreuz dem Großen Verdienstkreuz, in Österreich dem Großen Goldenen und dem Großen Silbernen Ehrenzeichen für Verdienste um die Republik Österreich.

## Trageweise
Traditionell wird das Komturkreuz an einem Band um den Hals getragen. Ausnahme bildet das Komturkreuz der französischen Ludwigs- und Militärverdienstordens, die am Schulterband getragen wurden.